# Toxafeno
O toxafeno é um inseticida composto por mais de 670 compostos químicos de moléculas relacionadas e produto de sua síntese.
Era um dos pesticidas mais amplamente usados na década de 70.
Caracteriza-se pela sua toxicidade, persistência e capacidade de se bioacumular nos animais. Devido a sua baixa solubilidade em água encontra-se mais facilmente no ar, solos ou nos sedimentos dos leitos de rios e lagos.
Encontra-se actualmente banido em 58 países, incluindo Portugal, e fortemente restrito noutros 12, mas na África ainda são aplicadas grandes quantidades, onde se localiza a maior parte da sua produção.

## Uso
O toxafeno era usado no controle de pragas do algodão, de cereais, árvores frutíferas e vegetais, entre outras culturas. Era utilizado ainda no extermínio de espécies de peixes consideradas indesejáveis e como desparazitante de gado e aves.

## Saúde e meio ambiente